# Roughriders de la Saskatchewan
Les Roughriders de la Saskatchewan sont une équipe de la Ligue canadienne de football évoluant à Regina en Saskatchewan. Leur domicile est le stade Mosaic depuis 2017. Le club a été fondé en 1910 sous le nom de Regina Rugby Club et constitue le plus ancien club de football canadien encore en existence dans l'Ouest canadien. Les Roughriders ont remporté la Coupe Grey en quatre occasions, soit en 1966, 1989, 2007 et 2013.

## Histoire

### Le Regina Rugby Club (1910-1923)

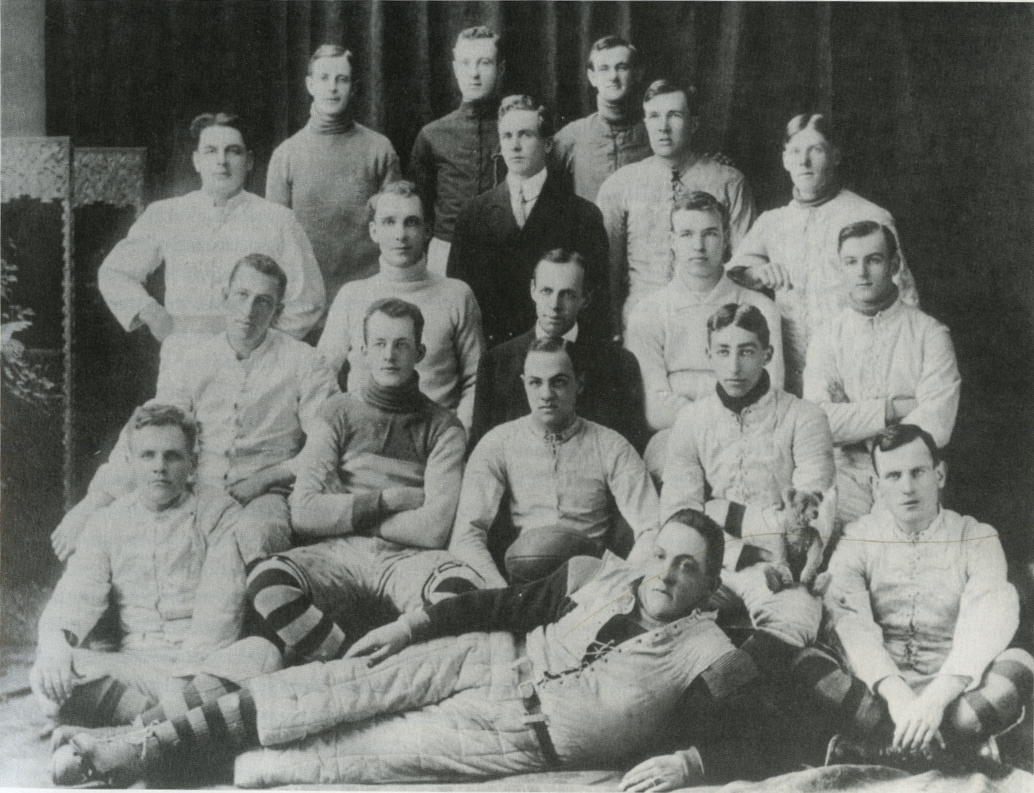
Le Regina Rugby Club en 1910

En septembre 1910, le Regina Rugby Club est formé, et le même mois la Saskatchewan Rugby Football Union (en) (SRFU), dont le club de Regina est membre, est également fondée. Le premier match du nouveau club a lieu à Moose Jaw le 1er octobre 1910 et se solde par une défaite de 17-6. En cette première saison, où seulement deux équipes sont en compétition, Regina ne remporte aucun des quatre matchs. Ce sera cependant leur seule saison perdante jusqu'en 1937. L'année suivante la Western Canada Rugby Football Union, qui regroupe les trois, puis les quatre ligues provinciales de l'Ouest, est formée, et organise un championnat régional de l'Ouest canadien,  où s'affrontent les champions provinciaux et dont le vainqueur reçoit le Trophée Hugo Ross (en). Le club de Regina remporte ce championnat quatre années de suite, de 1912 à 1915, jusqu'à ce que la Première Guerre mondiale vienne interrompe la compétition. Lors du retour au jeu en 1919, le club remporte encore deux championnats. Durant cette période il ne perd qu'un seul match sur les 38 qu'il dispute. 
Les clubs de l'Ouest ne sont pas admis à disputer le match de championnat canadien, la coupe Grey, avant 1921. Le club de Regina mérite cet honneur pour la première fois en 1923, mais est alors battu de façon non-équivoque 54-0 par les champions de l'Est, l'Université Queen's.
Lors de ses premières saisons, le club joue au Dominion Park, situé à l'angle de Broad Street et de la 7e Avenue (50° 27′ 31″ N, 104° 36′ 24″ O). Il doit cependant déménager lorsque la ville de Regina vend le terrain, et s'installe pour les saisons 1919 et 1920 au parc des expositions de Regina, où il doit jouer à l'intérieur d'une piste de courses hippiques. En 1921 l'équipe s'installe sur un terrain appelé Park Hughes (50° 27′ 10″ N, 104° 37′ 28″ O), et elle restera au même emplacement, même si les installations évolueront, pour la plus grande partie des neuf décennies suivantes.
Parmi les personnalités importantes de cette époque, où on ne tenait à peu près pas de statistiques individuelles et où les trophées individuels et les équipes d'étoiles n'existaient pas encore, on peut retenir Fred Ritter, premier entraîneur, Neil Taylor (en), quart-arrière, entraîneur puis dirigeant de 1914 à 1937, Fred Wilson, un des joueurs les plus rapides de l'époque et Howie Milne, joueur puis joueur-entraîneur à partir de 1920.

### Roughriders de Regina (1924-1945)
En 1924 l'équipe de Regina adopte le nom de « Roughriders ». Il semble que l'équipe ait profité du fait que le club d'Ottawa, les Rough Riders, venait de changer de nom pour s'appeler les Sénateurs pour s'approprier le nom. Il y a deux hypothèses à propos de l'origine de ce nom. L'une, considérée la plus plausible, dit que ce surnom était donné aux policiers de la Gendarmerie royale du Canada, dont un important détachement se trouvait à Regina, à cause de leur habileté à dompter les chevaux sauvages utilisés ensuite par le corps de police. L'autre hypothèse vient de l'existence supposée d'un contingent canadien qui aurait servi dans le régiment américain des Rough Riders commandé par Theodore Roosevelt et qui s'est illustré dans la Guerre hispano-américaine.
Les Roughriders remportent le championnat de l'Ouest canadien en 1926 et en 1927, mais dans le premier cas, déclinent l'invitation d'aller disputer le match de la coupe Grey à Toronto contre les champions de l'Est, et l'année suivante ne réussissent pas à négocier leur participation à un match final. Selon un journal de l'époque, la raison est la faible possibilité de victoire, les équipes de l'Est étant à l'époque beaucoup plus fortes que celles de l'Ouest, et les coûts associés au long déplacement. 
Tout au long de ces années, les Roughriders ont peine à trouver une opposition à leur mesure parmi les équipes de leur province. En 1928 la SRFU suspend ses opérations, et Regina se joint à une équipe de Moose Jaw et deux équipes de Winnipeg (au Manitoba) pour former la Tri-City Rugby Football Union. Cette nouvelle ligue ne dure cependant qu'une saison, et la SRFU reprend ses activités l'année suivante. De 1928 à 1932, les Roughriders remportent encore cinq fois de suite le championnat de l'Ouest puis se rendent dans l'Est pour disputer la coupe Grey, mais la perdent à chaque fois, quoique par des pointages moins déséquilibrés que celui de 1923. Après un hiatus en 1933, où ils perdent le championnat de l'Ouest pour la première fois depuis huit ans, les Roughriders sont de retour à la finale nationale en 1934, mais sont de nouveau défaits par les Imperials de Sarnia.
En 1928, le Park Hughes et le Park de Young voisin sont combinés pour former un nouveau terrain de football, le nom de Park de Young étant assigné à la nouvelle installation. Cependant, de 1929 à 1935 les Roughriders jouent leurs matchs à domicile au parc des expositions, probablement à cause de la plus grande capacité des estrades avec plus de 5 000 sièges. C'est en 1936 que l'équipe revient dans un stade agrandi et amélioré au Park de Young.
En 1936, les Roughriders se joignent aux deux autres équipes majeures des Prairies, les Blue Bombers de Winnipeg et les Bronks de Calgary, dans la nouvelle Western Interprovincial Football Union (WIFU), dans le but d'améliorer le niveau de compétition. Le club de Regina remporte le premier championnat de la ligue, mais est empêché de participer au match de la coupe Grey à cause d'un désaccord sur l'emploi des joueurs étrangers, i.e. américains. Les saisons suivantes, les résultats du club sont plus décevants. En effet les Roughriders ne terminent jamais premiers de la WIFU entre 1937 et 1941. Les saisons 1942 à 1945 sont annulées à cause de la guerre ; on tient cependant des éliminatoires pour la coupe Grey en 1945, mais Regina est éliminé en première ronde.
Durant cette période, on peut retenir parmi les personnalités marquantes Dean Griffing (en), joueur-entraîneur de 1936 à 1943 et plus tard de nouveau entraîneur, Eddie James (en), porteur de ballon dominant de 1928 à 1931, ainsi que Al Ritchie, entraîneur-chef entre 1921 et 1935.

### Roughriders de la Saskatchewan, période de la WIFU (1946-1960)
En 1946, les Roughriders changent leur dénomination pour celle de « Roughriders de la Saskatchewan ». L'année suivante, le stade du Park de Young est renommé Taylor Field en l'honneur de Neil Taylor (en), mort l'année précédente et associé à l'équipe à divers titres depuis 1914. En 1948, le stade est amélioré en ajoutant des estrades pour porter sa capacité à 8 700 sièges, et d'autres agrandissement portent cette capacité à 15 365 en 1958. Sur le terrain, les Roughriders connaissent leur meilleure saison en 1951 quand ils remportent le championnat de la WIFU pour la seule fois depuis 1936. Menés par le quart-arrière Glenn Dobbs (en), ils perdent cependant le match de la coupe Grey 21-14 contre Ottawa. Terminant régulièrement deuxièmes de la WIFU jusqu'en 1956, ils chutent alors au classement pour finir trois fois bons derniers entre 1957 et 1960. 
Outre Dobbs, les joueurs marquants de cette époque sont Martin Ruby (en), Ron Atchison (en), Ken Preston (en), Ken Charlton (en) et Bill Clarke (en).

### Les années 1960: première coupe Grey
Membres de la Ligue canadienne de football depuis sa création en 1958, les Roughriders connaissent de 1960 à 1964 des saisons au mieux moyennes, bien qu'ils se soient approchés à un match de remporter la finale de l'Ouest en 1963. L'année 1963 est cependant notable par l'arrivée au club des deux joueurs qui sont probablement les plus marquants de l'histoire de l'équipe. Le quart-arrière Ron Lancaster (en) entreprend une carrière de 16 saisons avec l'équipe, au terme de laquelle il sera deux fois joueur par excellence de la ligue et détiendra au moment de sa retraite le record du nombre de verges (yards en Europe) gagnées par la passe en carrière de la LCF. De son côté, le porteur de ballon George Reed (en) sera 6 fois le meilleur de la ligue à sa position, et au moment de sa retraite sera le joueur ayant gagné le plus de verges par la course en carrière. Le receveur de passes Hugh Campbell (en) est également dominant à sa position. 
Menés par ces vedettes, et entraînés depuis 1965 par Eagle Keys (en), les Roughriders remportent finalement une première coupe Grey en 1966 en défaisant les Rough Riders d'Ottawa. Ils se rendent par la suite deux fois au match de championnat, en 1967 et 1969, mais ne réussissent pas à l'emporter. Finalement, ils terminent quatre fois au premier rang de leur division.

### Les années 1970: faste et chute
Au début des années 1970, les Roughriders continuent sur leur lancée des années précédentes. Maintenant entraînés par Dave Skrien (en) en 1971, puis John Payne (en) en 1973, ils atteignent la finale de l'Ouest tous les ans jusqu'en 1976 et se rendent à la coupe Grey en 1972 et 1976, perdant le match les deux fois. George Reed prend sa retraite en 1975. À partir de 1977, l'équipe entame une série de 11 saisons sans se qualifier pour les séries. Ron Lancaster prend à son tour sa retraite en 1978. Un aspect positif de la fin de la décennie est cependant l'agrandissement et la rénovation du Taylor Field. Un deuxième étage de gradins est ajouté, portant la capacité à 27 606 sièges, et le terrain est recouvert de pelouse synthétique.

### Les années 1980: période sombre, puis renaissance
De 1977 à 1987, les Roughriders terminent toujours derniers ou avant-derniers de leur division. Pendant cette période, six entraîneurs-chefs, dont Lancaster, et six quarts-arrières partants de succèdent sans succès. En juin 1987, devant les faibles assistances et les problèmes financiers, un téléthon doit être organisé pour éviter la faillite de l'équipe. Celui-ci est un succès, et l'équipe est remise à flot. L'année suivante, le club se qualifie pour les éliminatoires, puis en 1989 se rend jusqu'à la finale de la coupe Grey. Ce match serré jusqu'à la toute fin, remporté 43-40, se décide sur un placement de Dave Ridgway (en) ; celui-ci, le quart-arrière Kent Austin (en) et le plaqueur défensif Chuck Klingbeil (en) sont nommés les joueurs du match.

### Les années 1990: une éclaircie dans un ciel sombre
Entre 1990 et 1999, les Roughriders ne terminent jamais mieux que troisièmes dans leur division. Malgré les efforts de joueurs vedettes comme les receveurs de passe Don Narcisse (en) et Ray Elgaard (en) et la succession de cinq entraîneurs-chefs différents, l'équipe ne parvient pas à se rendre ou à s'imposer en séries éliminatoires. Seule exception, l'année 1997, marquée d'une part par un autre téléthon nécessaire à la survie de l'équipe, et par une grimpée surprise à la finale de la coupe Grey. En effet, malgré une fiche perdante de 8 victoires pour 10 défaites, la Saskatchewan bat successivement les deux équipes de l'Alberta en séries pour se retrouver contre les Argonauts de Toronto au match ultime. Malheureusement, ils ne peuvent rivaliser contre les puissants Argos et perdent 47-23.

### Les années 2000: troisième coupe Grey
Durant la première moitié de la décennie, les Roughriders restent dans le bas du tableau dans la puissante division Ouest. En 2004 cependant, menés par le quart Henry Burris, ils parviennent à un pas du match de la coupe Grey, étant battus en prolongation par les Lions de la Colombie-Britannique en finale de l'Ouest. Burris quitte l'année suivante pour Calgary, mais en 2006 les Roughriders récupèrent la talentueux Kerry Joseph lors du repêchage de dispersion des Renegades d'Ottawa. En 2007 ils engagent comme entraîneur-chef leur ancien quart-arrière Kent Austin. Avec une fiche de 12-6, leur meilleure depuis 1976, ils accèdent au match de la coupe Grey par des victoires en éliminatoires contre les Stampeders (leur première victoire en éliminatoires à la maison depuis 1976) puis contre les Lions. Les Roughriders remportent l'ultime rencontre par 23-19 face aux Blue Bombers de Winnipeg pour obtenir leur troisième coupe Grey. Avec trois interceptions, James Johnson (en) est choisi meilleur joueur du match.
Pour tout le reste de la décennie, Saskatchewan reste une équipe de premier plan. Le départ de Kerry Joseph est compensé par l'arrivée de Darian Durant (en), qui sera le quart-arrière partant jusqu'en 2016. La saison 2009 est remarquable à plus d'un point de vue. D'abord les Roughriders terminent premiers de la division Ouest pour la première fois depuis 1976. Ensuite, en battant les Stampeders en finale de l'Ouest, ils se rendent une fois de plus au match de la coupe Grey contre les Alouettes de Montréal. Lors de ce match, les Roughriders mènent au pointage durant tout le temps règlementaire, mais les Alouettes reviennent en force et peuvent remporter le match en réussissant un botté de placement dans les dernières secondes du match. Le botté est raté, mais les Roughriders sont pénalisés pour avoir eu un joueur de trop sur le terrain. La reprise du botté est réussie et une victoire à portée de main est transformée en défaite crève-cœur.
En 2006, le Taylor Field est renommé stade Mosaic (Mosaic Stadium) à la suite d'une entente de commandite avec la Mosaic Company. La surface de jeu garde le nom de Taylor Field, et le stade est alors désigné officiellement comme Mosaic Stadium at Taylor Field.

### Les années 2010: quatrième coupe Grey et nouveau stade
Malgré une saison décevante en 2011, les Roughriders rebondissent en 2012, puis l'année suivante reviennent au premier plan en remportant leur quatrième coupe Grey. Avec Durant toujours au poste de quart-arrière, Kory Sheets (en) comme porteur de ballon et un redoutable trio de receveurs de passes en Weston Dressler (en), Chris Getzlaf (en) et Taj Smith (en), ils battent les Tiger-Cats de Hamilton 45-23 à domicile.
Pour le reste de la décennie, l'équipe échoue pendant quatre ans à remporter la première place ou la finale de leur division. Ce n'est qu'en 2019 que, menés par le quart-arrière Cody Fajardo et le porteur de ballon William Powell (en), ils terminent premiers de l'Ouest, mais échouent à la finale de division.
En juin 2017, les Roughriders inaugurent leur nouveau stade, qui s'appelle toujours le stade Mosaic (Mosaic Stadium) et qui est situé tout près de l'ancien, lequel est démoli à l'automne 2017.

### Les années 2020
Craig Dickenson (en), entraîneur-chef depuis 2019, mène son club en finale de division en 2021, mais enchaîne sur deux saisons de 6 victoires pour 12 défaites qui excluent les Roughriders des matchs éliminatoires. Il est remplacé par Corey Mace (en) en 2024. Le quart-arrière Cody Fajardo quitte le club après la saison 2022, remplacé par Trevor Harris. Le club se rend en finale de division en 2024, mais il est défait par les Blue Bombers de Winnipeg pour la troisième fois en cinq saisons. 
Mario Alford (en) est choisi meilleur joueur des unités spéciales de la ligue en 2022, et Rolan Milligan (en) est le meilleur joueur défensif en 2024.